# Nick Braet
Nick Braet (Gent, 15 februari 1991) is een Belgisch padeller.

## Levensloop
Braet is van opleiding master lichamelijke opvoeding.
Samen met Jeremy Gala werd hij in 2019 Belgisch kampioen. In 2018 werd Braet met het Belgische team achtste op de wereldkampioenschappen in de Paraguayaanse hoofdstad Asunción en in 2021 vijfde op de Europese kampioenschappen in het Spaanse Marbella.
Zijn partner Jana Bonnarens is ook actief in het padel. Samen baten ze te Gentbrugge Padel 4U2 uit, de oudste Belgische padelclub.